# Nuestra Belleza México 2010
Nuestra Belleza México 2010 fue la 17.ª edición del certamen Nuestra Belleza México la cual se realizó en el Auditorio Parque Las Maravillas de la ciudad de Saltillo, Coahuila el sábado 25 de septiembre de 2010. Treinta y un candidatas de toda la República Mexicana compitieron por el título nacional, el cual fue ganado por Karin Ontiveros de Jalisco quien compitió en Miss Universo 2011 en Brasil. Ontiveros fue coronada por la Nuestra Belleza México saliente y reinante Miss Universo 2010 Ximena Navarrete convirtiéndose en la quinta jalisciense en ir a Miss Universo. A su vez fue la tercera victoria consecutiva para el estado de Jalisco.
El título de Nuestra Belleza Mundo México 2010 fue ganado por Cynthia de la Vega de Nuevo León quien competiría en Miss Mundo 2011 en Reino Unido. De la Vega fue coronada por la Nuestra Belleza Mundo México saliente Anabel Solís, convirtiéndose en la tercera neoleonesa en ir a Miss Mundo. 
El título de Nuestra Belleza Internacional México 2010 fue otorgado por designación a Gabriela Palacio de Aguascalientes durante la rueda de prensa posterior a la final nacional, compitió en Miss Internacional 2010 en China. Palacio fue coronada por la reinante Miss Internacional 2009 Anagabriela Espinoza. 
5 meses después del concurso nacional, el día 21 de febrero de 2011, se hizo oficial la designación de Karen Higuera de Baja California Sur como Nuestra Belleza Internacional México 2011 compitiendo en Miss Internacional 2011 en China.
Posterior a la entrega de su corona estatal, el día 29 de julio de 2011, por diversas circunstancias relacionadas con incumplimiento de obligaciones pactadas en contrato, le fue retirado el título nacional a Cynthia de la Vega. como Nuestra Belleza Mundo México 2010 y por consecuente no participó en Miss Mundo 2011. El día 3 de agosto de 2011 se hizo oficial la designación de Gabriela Palacio como sustituta al título de Nuestra Belleza Mundo México 2010 al haber obtenido el puesto de 1.ª Finalista del concurso nacional, por lo que compitió en Miss Mundo 2011 en Reino Unido.
El reconocimiento "Corona al Mérito" fue para Anagabriela Espinoza Nuestra Belleza Mundo México 2007 y Miss Internacional 2009 por su destaca trayectoria como reina de belleza.

## Resultados
| Posición                          | Candidata |
| Nuestra Belleza México 2010       | - Jalisco - Karin Ontiveros Δ |
| Nuestra Belleza Mundo México 2010 | - Nuevo León - Cynthia de la Vega (Destituida) |
| 1.ª Finalista                     | - Aguascalientes - Gabriela Palacio (Asumió) |
| 2.ª Finalista                     | - Distrito Federal - Lucía del Cueto |
| 3.ª Finalista                     | - Coahuila - Cecilia Flores |
| Top 10                            | - Aguascalientes - Estefanía Herrera - Baja California Sur - Karen Higuera - Jalisco - Eunice Sánchez - Sonora - Jessica Lerma Δ - Yucatán - María Fernanda López § |
| Top 15                            | - Michoacán - Karla Gutiérrez - Morelos - Melissa Torres Δ - Sinaloa - Tiaré Oliva - Tamaulipas - Claudia González Δ - Veracruz - Diana Botello                     |

- § Votada por las concursantes para completar el cuadro de 15 semifinalistas.
- Δ Ganadoras de los Fast-track que otorgan el pase directo al cuadro de 15 semifinalistas.

## Áreas de competencia

### Semifinal
La competencia semifinal se realizó en el Auditorio Parque Las Maravillas de Saltillo, Coahuila el 23 de septiembre, dos días antes de la competencia final. Previo al final del evento, todas las candidatas compitieron en traje de baño y traje de noche como parte de la selección de las 10 candidatas quienes completarían el top 15 (ya que 5 candidatas tuvieron el pase directo al Top 15 por ganar alguno de los 5 premios otorgados por la Organización en base a su desempeño durante el periodo de concentración previo al evento final). El nombre de las 10 concursantes que formaron parte del Top 15 fue revelado durante el inicio en vivo del evento final. La conducción del evento estuvo a cargo de Alma Saint Martín y Patricio Cabezut.

#### Jurado Preliminar
Estos son los miembros del jurado preliminar, que eligieron a las 10 semifinalistas que completarían el Top 15 durante la Competencia Semifinal, luego de ver a las candidatas en privado durante entrevistas y pasarela en traje de baño y gala:
- Alberto Rodríguez - Diseñador de modas
- Alfonso Waithsman - Maquillista de las estrellas
- Lissete Trapuad  - Directora de modelaje y de relaciones públicas
- Celina del Villar - Modelo
- Jorge Aravena- Actor de televisión
- Tony Dalton - Actor de televisión
- Perla Beltrán - Nuestra Belleza Mundo México 2008
- Elsa Burgos - Miss Costa Maya International 2002 y conductora de televisión
- Miguel Ángel Fox - Productor de televisión

### Final
La gala final fue transmitida en vivo a través del Canal de las Estrellas para todo México y Univisión para la comunidad hispanohablante de Estados Unidos y América Latina desde el Auditorio Parque Las Maravillas de Saltillo, Coahuila el sábado 25 de septiembre de 2010. La conducción del evento estuvo a cargo de Marisol González y Ernesto Laguardia acompañados de Alma Saint Martín en el backstage.
El grupo de 15 semifinalistas se dio a conocer durante la competencia final: 10 seleccionadas por un jurado preliminar, quienes eligieron a las concursantes que más destacaron en las tres áreas de competencia durante la etapa preliminar y 5 ganadoras de los reconocimientos especiales que otorga la Organización.
- Las 15 semifinalistas desfilaron en una nueva ronda en traje de baño, donde salieron de la competencia 5 de ellas.
- Las 10 semifinalistas desfilaron en vestido de noche, posteriormente 5 de ellas fueron eliminadas.
- Las 5 finalistas se sometieron a una pregunta final y posteriormente dieron una última pasarela, donde el panel de jueces consideró la impresión general que dejó cada una de las finalistas para votar y definir posiciones finales.

#### Jurado Final
Estos son los miembros del jurado que evaluaron a las concursantes:
- Alberto Rodríguez - Diseñador de modas
- Alfonso Waithsman - Maquillista de las estrellas
- Lissete Trapuad  - Directora de modelaje y de relaciones públicas
- Celina Del Villar - Modelo
- Jorge Aravena- Actor de televisión
- Tony Dalton - Actor de televisión
- Perla Beltrán - Nuestra Belleza Mundo México 2008
- Elsa Burgos - Miss Costa Maya International 2002 y conductora de televisión
- Miguel Ángel Fox - Productor de televisión

#### Entretenimiento
- Traje de Baño: Chino & Nacho interpretando "Mi Niña Bonita" y "Tu Angelito"

### Premios Especiales
| Premio                   | Candidata                            |
| Nuestra Modelo           | - Sonora - Jessica Lerma             |
| Las Reinas Eligen        | - Yucatán - María Fernanda López     |
| Nuestro Talento          | - Jalisco - Karin Ontiveros          |
| Nuestra Belleza en Forma | - Morelos - Melissa Torres           |
| Premio Académico         | - Tamaulipas - Claudia González      |
| Personalidad Fraiche     | - Distrito Federal - Lucía del Cueto |
| Camino al Éxito Andrea   | - Jalisco - Karin Ontiveros          |
| Mejor Traje Típico       | - Sinaloa - "La Catrina"             |

## Candidatas
| Estado              | Candidata                          | Edad | Estatura | Residencia       |
| Aguascalientes      | Estefanía Herrera García           | 20   | 1.78     | Aguascalientes   |
| Aguascalientes      | Gabriela Palacio Díaz de León      | 21   | 1.77     | Aguascalientes   |
| Baja California     | Nancy Marisol Galáz Piceno         | 22   | 1.72     | Ensenada         |
| Baja California Sur | Karen Alicia Higuera Contreras     | 19   | 1.82     | La Paz           |
| Campeche            | Michelle Arjona Hernández          | 18   | 1.73     | Campeche         |
| Chiapas             | Adriana Grissel Hernández Cáceres  | 22   | 1.80     | Tecpatán         |
| Chihuahua           | Pamela Olivas Chaparro             | 23   | 1.78     | Chihuahua        |
| Coahuila            | Cecilia Flores Nogueira            | 22   | 1.78     | Torreón          |
| Distrito Federal    | Lucía del Cueto Dávalos            | 23   | 1.76     | Ciudad de México |
| Durango             | Vanessa Crispín Herrera            | 19   | 1.70     | Gómez Palacio    |
| Guanajuato          | Helena Estefanía Baca Anaya        | 19   | 1.74     | León             |
| Guerrero            | Suslim Patrón Jiménez              | 20   | 1.72     | Chilpancingo     |
| Jalisco             | Karin Cecilia Ontiveros Meza       | 22   | 1.80     | Amatitán         |
| Jalisco             | Eunice Guadalupe Sánchez Valencia  | 18   | 1.77     | Guadalajara      |
| Michoacán           | Karla Paulina Gutiérrez García     | 21   | 1.80     | Morelia          |
| Morelos             | Melissa Carolina Torres Ruiz       | 20   | 1.72     | Cuernavaca       |
| Nayarit             | Ana Priscila Zárate Cortez         | 18   | 1.70     | Tepic            |
| Nuevo León          | Cynthia Alejandra de la Vega Oates | 18   | 1.82     | Monterrey        |
| Oaxaca              | Alejandra Díaz Scherenberg         | 22   | 1.69     | Oaxaca           |
| Puebla              | Ana Laura Gallardo Parada          | 22   | 1.68     | Puebla           |
| Querétaro           | María Perusquía Flores             | 20   | 1.73     | Querétaro        |
| San Luis Potosí     | Carmen Isabel Hernández Chávez     | 20   | 1.78     | San Luis Potosí  |
| San Luis Potosí     | Ana Paola Lastras Villaseñor       | 22   | 1.76     | San Luis Potosí  |
| Sinaloa             | Tiaré Kristal Oliva Elguezabal     | 18   | 1.78     | Topolobampo      |
| Sonora              | Erika Bernal López                 | 19   | 1.79     | Hermosillo       |
| Sonora              | Jessica María Lerma Palomares      | 19   | 1.79     | Huatabampo       |
| Tabasco             | Ana Lilia Nucamendi González       | 18   | 1.74     | Villahermosa     |
| Tamaulipas          | Claudia Maribel González Elizondo  | 22   | 1.76     | Ciudad Victoria  |
| Veracruz            | Diana Estefanía Botello Meza       | 22   | 1.74     | Boca del Río     |
| Yucatán             | María Fernanda López Cuéllar       | 22   | 1.76     | Mérida           |
| Zacatecas           | Stephanie Ávila Enciso             | 19   | 1.73     | Jerez            |

## Sobre los Estados en Nuestra Belleza México 2010

### Reemplazos
- Querétaro - Natasha Kaufmann renunció a la corona estatal y a su participación nacional por motivos académicos, ya que la Universidad no le permitió ausentarse durante la concentración nacional. Su 1.ª finalista María Perusquía fue nombrada como la nueva representante y titular estatal.
- Tamaulipas - Cecilia Ortiz  renunció a la corona estatal y a su participación nacional por problemas de salud que le impedían participar en la competencia nacional. Su 1.ª finalista Claudia González fue nombrada como la nueva representante y titular estatal.

### Estados designados a la competencia
- Aguascalientes- Gabriela Palacio
- Jalisco - Eunice Sánchez
- San Luis Potosí - Paola Lastras
- Sonora - Jessica Lerma

### Estados que se retiran de la competencia
- Colima - Geraldine Valencia recibía preparación en Televisa Guadalajara semanas previas al inicio de la concentración nacional, durante esta preparación se dio la descalificación y por consecuente no se presentó a la competencia.[23]
- Estado de México
- Hidalgo
- Quintana Roo
- Tlaxcala

### Estados que regresan a la competencia
- Compitieron por última vez en 2008
  -  Tabasco

## Crossovers
| Miss Universo - 2011: Jalisco - Karin Ontiveros Miss Mundo - 2011: Aguascalientes - Gabriela Palacio - 2011: Nuevo León - Cynthia de la Vega (No Compitió) Miss Internacional - 2011: Baja California Sur - Karen Higuera - 2010: Aguascalientes - Gabriela Palacio Miss Supranacional - 2016: Nuevo León - Cynthia de la Vega (Top 25) Miss Tourism Queen International - 2011: Michoacán - Karla Gutiérrez Miss All Nations - 2012: Chiapas - Grissel Hernández Miss Princess of the World - 2011: San Luis Potosí - Carmen Hernández (Ganadora) Elite Model Look International - 2008: Nuevo León - Cynthia de la Vega World Miss University - 2010: Jalisco - Eunice Sánchez (Top 10) Miss Gaming International - 2012: Michoacán - Karla Gutiérrez (No Compitió) Miss Costa Maya International - 2018: Nuevo León - Cynthia de la Vega (1ª Finalista) Reina Mundial del Banano - 2014: Sonora - Jessica Lerma (2ª Finalista) - 2012: Michoacán - Karla Gutiérrez (2ª Finalista) Reina Internacional del Transporte - 2011: San Luis Potosí - Carmen Hernández (Ganadora) Reina Internacional del Joropo - 2011: San Luis Potosí - Carmen Hernández (3ª Finalista) | Miss Earth México - 2011: Nayarit - Priscila Zárate (Top 8) - 2009: Chihuahua - Pamela Olivas (Miss Earth México-Air) Rostro de México - 2015: Michoacán - Karla Gutiérrez (Top 5) - Representando al Distrito Federal Elite Model Look México - 2008: Nuevo León - Cynthia de la Vega (Ganadora) Miss Gaming México - 2012: Michoacán - Karla Gutiérrez (Ganadora) Nuestra Belleza Aguascalientes - 2010: Aguascalientes - Gabriela Palacio (1ª Finalista) Nuestra Belleza Jalisco - 2010: Jalisco - Eunice Sánchez (Top 5) Nuestra Belleza San Luis Potosí - 2010: San Luis Potosí - Paola Lastras (1ª Finalista) Nuestra Belleza Sonora - 2010: Sonora - Jessica Lerma (1ª Finalista) Miss Earth Chihuahua - 2009: Chihuahua - Pamela Olivas (Ganadora) Miss Earth Nayarit - 2011: Nayarit - Priscila Zárate (Ganadora) Miss Grand Distrito Federal - 2015: Michoacán - Karla Gutiérrez (Designada) Reina de la Feria de San Marcos - 2010: Aguascalientes - Estefanía Herrera (Princesa) - 2009: Aguascalientes - Gabriela Palacio (Ganadora) Señorita Flor de Noche Buena - 2009: Guerrero - Suslim Patrón (1ª Finalista) Señorita Turismo y Cultura Veracruz - 2008: Veracruz - Diana Botello (Ganadora) |